# Lestes malaisei
Lestes malaisei är en trollsländeart som beskrevs av Schmidt 1964. Lestes malaisei ingår i släktet Lestes och familjen glansflicksländor. IUCN kategoriserar arten globalt som otillräckligt studerad. Inga underarter finns listade i Catalogue of Life.